# José Estrada González
José Antonio Estrada González (Matanzas, 22 gennaio 1967) è un ex giocatore di baseball cubano.

## Palmarès

### Olimpiadi
- Oro a Barcellona 1992;
- Oro a Atlanta 1996.